# 80º Campeonato Brasileiro Absoluto de Xadrez
O 80º Campeonato Brasileiro Absoluto de Xadrez foi uma competição de xadrez organizada pela CBX referente ao ano de 2013. A fase final foi disputada na cidade de João Pessoa (PB) de 13 a 21 de dezembro de 2013.

## Semifinais — Região 1 (Sul, Sudeste e Centro-Oeste)
Torneio classificatório da Região Sul/Sudeste/Centro-Oeste realizado no Rio de Janeiro (RJ) entre 31 de outubro e 3 de novembro de 2013 em 7 rodadas pelo Sistema Suíço e definiu as 4 vagas para a final.
Sistema de pontuação
- 1,0 ponto por vitória
- 0,5 ponto por empate
- 0,0 ponto por derrota

Critérios de desempate
1. Novo Confronto (somente no caso de empate que define a última vaga)
2. Resultado do Confronto Direto (Somente caso todos os empatados tenham se enfrentado)
3. Buchholz (excluindo o pior resultado)
4. Buchholz Total
5. Sonnenborn Berger
6. Maior número de vitórias

| Pos. | Sobrenome/Nome                 | UF | Pts | Novo | Confr | CorteBuch | Buch | Berg  | Vitória |
| ---- | ------------------------------ | -- | --- | ---- | ----- | --------- | ---- | ----- | ------- |
| 1º   | Rafael Leitão                  | SC | 6,5 | --   | 0     | 27,5      | 31,0 | 28,50 | 6       |
| 2º   | Roberto Junio Brito Molina     | SC | 5,0 | 4,0  | 0     | 26,5      | 29,5 | 19,00 | 5       |
| 3º   | Christian Endre Toth           | SC | 5,0 | 3,5  | 0     | 29,5      | 33,0 | 22,00 | 4       |
| 4º   | Diego Di Berardino             | RJ | 5,0 | 3,0  | 0     | 24,0      | 27,5 | 19,50 | 5       |
| 5º   | Cesar Hidemitsu Umetsubo       | SC | 5,0 | 2,5  | 0     | 23,0      | 25,0 | 17,25 | 3       |
| 6º   | Rodrigo Disconzi da Silva      | SC | 5,0 | 2,0  | 0     | 25,5      | 28,5 | 20,00 | 3       |
| 7º   | Renato R. Quintiliano Pinto    | SP | 5,0 | 0,0  | 0     | 27,0      | 30,0 | 20,25 | 4       |
| 8º   | Álvaro Z. Aranha Filho         | SC | 4,5 | --   | 0     | 25,5      | 27,0 | 15,50 | 3       |
| 9º   | Marcus Vinicius Moreira Santos | SP | 4,5 | --   | 0     | 25,0      | 28,0 | 17,25 | 2       |
| 10º  | Armen Proudian                 | SP | 4,5 | --   | 0     | 24,5      | 27,0 | 15,50 | 3       |
| 11º  | Carlos Martins                 | PR | 4,5 | --   | 0     | 23,5      | 24,5 | 13,50 | 3       |
| 12º  | Diogo Duarte Guimarães         | RJ | 4,5 | --   | 0     | 18,0      | 19,5 | 12,75 | 4       |
| 13º  | Rodrigo da Silva Borges        | RS | 4,0 | --   | 0     | 28,5      | 31,0 | 15,00 | 3       |
| 14º  | Ricardo da Silva Teixeira      | RJ | 4,0 | --   | 0     | 26,5      | 28,5 | 14,25 | 3       |
| 15º  | Paolo Ghiu M. Rego da Silva    | RJ | 4,0 | --   | 0     | 25,5      | 28,5 | 14,75 | 2       |
| 16º  | Charles Gauche                 | SC | 4,0 | --   | 0     | 25,5      | 28,0 | 15,50 | 4       |
| 17º  | Edgar Rodriques                | SC | 4,0 | --   | 0     | 25,0      | 27,5 | 14,00 | 2       |
| 18º  | Marcos Vinicius Torsani Pires  | SP | 4,0 | --   | 0     | 24,0      | 25,0 | 13,00 | 4       |
| 19º  | Daniel Rangel                  | RJ | 4,0 | --   | 0     | 23,0      | 25,5 | 12,75 | 3       |
| 20º  | José Jorge de Carvalho         | RJ | 4,0 | --   | 0     | 23,0      | 25,0 | 13,50 | 3       |
| 21º  | Luiz Guilherme A. Abdalla      | SP | 4,0 | --   | 0     | 22,5      | 24,5 | 13,00 | 2       |
| 22º  | Tiago Garrido Abrantes         | DF | 4,0 | --   | 0     | 20,5      | 21,5 | 9,00  | 3       |
| 23º  | Carlos da Silva Rios F. Hilton | RJ | 4,0 | --   | 0     | 19,0      | 21,0 | 9,00  | 4       |
| 24º  | Frederico Matsuura             | SC | 3,5 | --   | 0     | 25,0      | 26,5 | 9,25  | 3       |
| 25º  | Jonel Nazareno Iurk            | SC | 3,5 | --   | 0     | 23,0      | 24,0 | 11,50 | 1       |
| 26º  | Marcio Netto Baeta             | RJ | 3,5 | --   | 0     | 22,5      | 25,5 | 11,75 | 2       |
| 27º  | Lincoln Lucena                 | DF | 3,5 | --   | 0     | 22,5      | 24,0 | 9,25  | 3       |
| 28º  | Kleber Victor Ferreira         | RJ | 3,5 | --   | 0     | 21,0      | 22,0 | 7,00  | 3       |
| 29º  | Luiz Mafra Kaiser              | SC | 3,5 | --   | 0     | 19,0      | 20,0 | 8,25  | 3       |
| 30º  | Felipe Kubiaki Menna Barreto   | SC | 3,5 | --   | 0     | 17,5      | 19,5 | 9,00  | 3       |
| 31º  | Pedro Lucas Bastos Seixas      | RJ | 3,0 | --   | 0     | 25,5      | 28,5 | 11,75 | 2       |
| 32º  | Wagner Peixoto Guimarães       | RJ | 3,0 | --   | 0     | 24,0      | 26,5 | 10,50 | 1       |
| 33º  | Bernardo Vainzoff Sztokbant    | SP | 3,0 | --   | 0     | 23,0      | 25,0 | 7,50  | 3       |
| 34º  | Guilherme Vilela Rezende       | GO | 3,0 | --   | 0     | 22,5      | 25,5 | 10,75 | 2       |
| 35º  | Marco Aurelio Ferreira Maia    | RJ | 3,0 | --   | 0     | 22,0      | 23,5 | 8,25  | 3       |
| 36º  | Martim Afonso Palma de Haro    | SC | 3,0 | --   | 0     | 22,0      | 23,0 | 7,00  | 3       |
| 37º  | Gustavo Queiroz dos S. Silva   | GO | 3,0 | --   | 0     | 21,0      | 23,0 | 7,75  | 2       |
| 38º  | Luis Ernesto Serra A. Fonseca  | RS | 3,0 | --   | 0     | 19,0      | 20,5 | 7,00  | 2       |
| 39º  | Lucas dos S. Peixoto Guimarães | RJ | 3,0 | --   | 0     | 18,0      | 19,5 | 5,75  | 2       |
| 40º  | Cunha Eduardo Arruda da Gama   | RJ | 3,0 | --   | 0     | 17,0      | 18,0 | 5,50  | 2       |
| 41º  | Jorge Antonio Torres Chaves    | RJ | 2,5 | --   | 0     | 24,0      | 27,5 | 10,00 | 2       |
| 42º  | Tadeu Sousa Santos Filho       | RJ | 2,5 | --   | 0     | 21,0      | 23,0 | 7,00  | 2       |
| 43º  | Milton Kasuo Okamura           | RJ | 2,5 | --   | 0     | 21,0      | 22,5 | 6,00  | 2       |
| 44º  | Jhonny João Balbino da Silva   | RJ | 2,5 | --   | 0     | 18,0      | 19,5 | 3,25  | 1       |
| 45º  | Luiz Antonio Bardaro Manzi     | RJ | 2,0 | --   | 0     | 22,5      | 23,5 | 4,50  | 2       |
| 46º  | Vinicius V. de Almeida Rego    | RJ | 2,0 | --   | 0     | 21,5      | 23,5 | 9,00  | 1       |
| 47º  | Angelo Bil Ramos               | RJ | 2,0 | --   | 0     | 21,5      | 22,5 | 4,50  | 1       |
| 48º  | José Carlos Ferreira           | RJ | 2,0 | --   | 0     | 21,0      | 22,5 | 8,00  | 2       |
| 49º  | Álvaro Frota                   | RJ | 1,5 | --   | 0     | 22,5      | 25,0 | 6,75  | 1       |
| 50º  | Gianluca Jorio Almeida         | RJ | 1,5 | --   | 0     | 20,5      | 22,5 | 5,75  | 1       |
| 51º  | Virginia Lagrange M. Reis      | RJ | 1,5 | --   | 0     | 20,0      | 21,0 | 2,75  | 0       |
| 52º  | Marcela Andreia Dias Nunes     | RJ | 1,0 | --   | 1     | 18,5      | 19,5 | 2,75  | 1       |
| 53º  | João Carlos T. C. Soares       | RJ | 1,0 | --   | 0     | 17,0      | 18,0 | 1,00  | 1       |
| 54º  | Carlos Evanir Costa            | RJ | 0,0 | --   | 0     | 16,5      | 17,5 | 8,75  | 0       |

## Semifinais — Região 2 (Norte e Nordeste)
Torneio classificatório da Região Norte/Nordeste realizado em Belém (PA) entre 31 de outubro e 3 de novembro de 2013. Foram 7 rodadas pelo Sistema Suíço (mais 6 rodadas do torneio desempate) que definiram as vagas para a final.
Sistema de pontuação
- 1,0 ponto por vitória
- 0,5 ponto por empate
- 0,0 ponto por derrota

Critérios de desempate
1. Novo Confronto (somente no caso de empate que define a última vaga)
2. Resultado do Confronto Direto (Somente caso todos os empatados tenham se enfrentado)
3. Buchholz Mediano (excluindo o pior e o melhor resultado)
4. Buchholz com Corte (excluindo o pior resultado)
5. Maior número de vitórias
6. Maior número de jogos com as peças pretas

| Pos. | Sobrenome/Nome                     | UF | Pts | Novo | Confr. | BuchM | BuchC | Vitórias | Pretas |
| ---- | ---------------------------------- | -- | --- | ---- | ------ | ----- | ----- | -------- | ------ |
| 1º   | Paulo F. Jatobá de Oliveira Reis   | BA | 5,5 | 4,0  | 0      | 31,5  | 34,5  | 4        | 4      |
| 2º   | Yago Santiago                      | PE | 5,5 | 3,5  | 0      | 28,0  | 30,0  | 5        | 3      |
| 3º   | Luismar Brito                      | PB | 5,5 | 2,5  | 0      | 28,5  | 32,0  | 4        | 4      |
| 4º   | Adriano Albiani Barata             | BA | 5,5 | 2,0  | 0      | 24,5  | 26,5  | 5        | 3      |
| 5º   | Maximo Iack Macedo                 | RN | 5,0 | --   | 0      | 28,0  | 31,0  | 3        | 3      |
| 6º   | Andrey M. Souza Neves              | AM | 5,0 | --   | 0      | 25,5  | 28,5  | 5        | 4      |
| 7º   | Anderson Guerra dos Santos         | BA | 5,0 | --   | 0      | 24,5  | 26,5  | 5        | 3      |
| 8º   | Alan de Albuquerque Maran Reis     | PA | 4,5 | --   | 0      | 23,5  | 27,5  | 4        | 3      |
| 9º   | Nilton Silva Abreu                 | TO | 4,5 | --   | 0      | 23,0  | 26,0  | 4        | 4      |
| 10º  | Edgard Vinicius Zanette            | RR | 4,0 | --   | 0      | 26,5  | 30,0  | 3        | 3      |
| 11º  | Paulo Cohen Farias                 | PA | 4,0 | --   | 0      | 26,0  | 28,5  | 2        | 4      |
| 12º  | Liduino Furtado de V. Junior       | PA | 4,0 | --   | 0      | 25,5  | 29,5  | 3        | 3      |
| 13º  | Mikhail Zoltan Iwanon da Silva     | AM | 4,0 | --   | 0      | 24,0  | 25,5  | 3        | 3      |
| 14º  | Jaylson Javier Silva de Araújo     | PA | 4,0 | --   | 0      | 23,0  | 27,0  | 2        | 3      |
| 15º  | Vitor Firmo de Souza Rocha         | RN | 4,0 | --   | 0      | 22,0  | 25,0  | 4        | 3      |
| 16º  | Rodrigo Chaves da Silva            | PA | 4,0 | --   | 0      | 22,0  | 24,5  | 3        | 4      |
| 17º  | Marcos Paulo de Souza Monteiro     | PA | 4,0 | --   | 0      | 21,5  | 24,5  | 3        | 3      |
| 18º  | Emerson de Sousa Veiga             | PA | 4,0 | --   | 0      | 21,5  | 23,5  | 3        | 3      |
| 19º  | Genaro Jose Melo de Amorim         | PA | 3,5 | --   | 0      | 25,0  | 27,0  | 2        | 3      |
| 20º  | Gleydson José Barbosa Santos       | PA | 3,5 | --   | 0      | 23,0  | 26,0  | 3        | 4      |
| 21º  | Valdecir Batista Silva             | MA | 3,5 | --   | 0      | 22,5  | 25,0  | 3        | 4      |
| 22º  | Endson dos Santos Lima             | RR | 3,5 | --   | 0      | 22,0  | 25,5  | 2        | 4      |
| 23º  | Gerson de Assis Sales              | RR | 3,5 | --   | 0      | 21,0  | 24,0  | 3        | 3      |
| 24º  | Hildebran Bergman da Silva         | RR | 3,5 | --   | 0      | 19,0  | 22,0  | 3        | 3      |
| 25º  | Flavio Sanchez Leão                | PA | 3,5 | --   | 0      | 17,5  | 18,0  | 3        | 4      |
| 26º  | Sidclay Souza Santos               | SE | 3,0 | --   | 0      | 25,0  | 27,0  | 3        | 4      |
| 27º  | Diogo Roger De Sousa Simão         | RN | 3,0 | --   | 0      | 20,0  | 22,0  | 2        | 4      |
| 28º  | Edvaldo da Cruz Costa              | PA | 3,0 | --   | 0      | 19,0  | 23,0  | 2        | 3      |
| 29º  | Edmar Ferreira Monte               | CE | 3,0 | --   | 0      | 16,5  | 16,5  | 3        | 2      |
| 30º  | Marcos Antonio dos Santos Lima     | RR | 2,5 | --   | 0      | 23,5  | 24,5  | 2        | 4      |
| 31º  | Jarbas Souza Aguiar                | RR | 2,5 | --   | 0      | 22,0  | 23,0  | 2        | 3      |
| 32º  | Natanael Isau Rodrigues            | SE | 2,5 | --   | 0      | 21,5  | 24,5  | 2        | 3      |
| 33º  | Roberto Cardoso da Silva           | MA | 2,5 | --   | 0      | 20,5  | 23,0  | 2        | 4      |
| 34º  | Hildebrando Apolonio Pereira Filho | BA | 2,5 | --   | 0      | 19,0  | 20,0  | 2        | 3      |
| 35º  | Sergio Luiz Cardoso Farias         | AM | 2,0 | --   | 0      | 21,5  | 24,5  | 1        | 3      |
| 36º  | João Paulo Mendes                  | PA | 2,0 | --   | 0      | 20,5  | 23,0  | 2        | 3      |
| 37º  | Vinicius Monteiro Costa Ykaru      | RR | 2,0 | --   | 0      | 18,5  | 20,0  | 1        | 3      |
| 38º  | Lourival Ponte de Oliveira Neto    | PA | 1,0 | --   | 0      | 18,5  | 22,5  | 0        | 3      |
| 39º  | Giovanni Maciel da Cunha           | PA | 1,0 | --   | 0      | 17,5  | 22,0  | 0        | 2      |

## Fase final
| Pos. | Nome                             | Pontos | Confr. | Berger | Koya | Vitórias | Pretas |
| ---- | -------------------------------- | ------ | ------ | ------ | ---- | -------- | ------ |
| 1º   | Rafael Leitão                    | 9,5    | -      | 45,75  | 4,5  | 8        | 6      |
| 2º   | Krikor Mekhitarian               | 8,0    | 1      | 36,50  | 3,0  | 7        | 5      |
| 3º   | Cesar Hidemitsu Umetsubo         | 8,0    | 0      | 40,25  | 4,5  | 7        | 5      |
| 4º   | Evandro Amorim Barbosa           | 7,0    | -      | 30,25  | 2,5  | 6        | 5      |
| 5º   | Yago Santiago                    | 6,5    | 0,5    | 30,00  | 3,0  | 5        | 6      |
| 6º   | Roberto Junio Brito Molina       | 6,5    | 0,5    | 25,00  | 1,5  | 5        | 5      |
| 7º   | Diego Di Berardino               | 5,5    | -      | 24,75  | 2,0  | 3        | 5      |
| 8º   | Maximo Iack Macedo               | 4,0    | 1,5    | 12,25  | 0,5  | 3        | 6      |
| 9º   | Paulo F. Jatobá de Oliveira Reis | 4,0    | 1      | 13,50  | 1,0  | 3        | 5      |
| 10º  | Christian Endre Toth             | 4,0    | 0,5    | 20,50  | 2,5  | 2        | 6      |
| 11º  | Luismar Brito                    | 2,0    | -      | 9,25   | 1,0  | 0        | 6      |
| 12º  | Francisco de Assis Cavalcanti    | 1,0    | -      | 3,00   | 0,0  | 0        | 6      |